# Cime tempestose (miniserie televisiva 2004)
Cime tempestose è una miniserie televisiva italiana in due puntate andate in onda su Rai 1 nel 2004 per la regia di Fabrizio Costa. Produzione dalla Titanus, è ispirata al capolavoro scritto da Emily Brontë nel 1847 Cime tempestose e racconta, al pari del libro, il tormentato amore tra il giovane trovatello di origini zingare Heathcliff e la borghese Catherine.
Prodotta da Guido Lombardo, la fiction è stata girata tra la Cecoslovacchia [non esiste più dal '92] e la Cornovaglia durante reali e intense tempeste di neve. Ci sono volute circa dieci settimane per portarla a termine e alla sua realizzazione ha contribuito una troupe di 150 persone e numerosi figuranti, con l'impiego di carrozze e mezzi d'epoca.
I ruoli principali sono stati ricoperti da Alessio Boni (Heathcliff), Anita Caprioli (Catherine) e Franco Castellano (Ivory).

## Trama
La fiction comincia con un viandante che, persosi durante una violenta tempesta di neve, chiede ospitalità in una casa isolata. Qui l'uomo incontra Heathcliff, un uomo duro e scontroso, che gli concede di dormire nella sua proprietà. L'ospite trascorre una notte insolita e a tratti raccapricciante, poiché rimane spaventato dalle stranezze e dall'aggressività del padrone di casa e si terrorizza quando da una finestra sente una voce femminile per poi intravedere il fantasma di una giovane donna che vuole entrare. Quando Heatchliff lo viene a sapere, nel pieno di un delirio, comincia a urlare e a invocare il nome dello spirito per poi andarlo a cercare durante la burrasca. Il viandante, confuso e incuriosito, si fa raccontare le vicende del misterioso spettro e di Heathcliff da una vecchia cameriera di nome Nelly, nonché testimone chiave di tutta la tragica storia.
L'anziana donna comincia a narrare la lunga storia dell'abitazione di Cime Tempestose a cominciare dal signor Earnshaw e dei suoi due figli Ivory e Catherine (lo spirito femminile). Il padrone, un uomo malinconico e gentile, era rimasto vedovo dopo aver già perso un figlio. Nelly nel suo racconto si sofferma sulla sofferta e infelice vicenda di un piccolo zingaro che, senza un nome e senza un soldo, salva il padre di Catherine, in viaggio per affari, dall'assalto di alcuni briganti. L'uomo sarà così riconoscente al piccolo che lo porterà a vivere in casa sua, lo tratterà e crescerà con amore e gli darà il nome del figlio morto anni prima: Heathcliff. Heatchliff così è stato adottato e cresciuto dal signor Earnshaw come se fosse un terzo figlio e legando lentamente con la figlia secondogenita dell'uomo, Catherine, mentre Ivory diviene sempre più geloso del rapporto che il povero zingaro intrattiene con il padre e con la sorella.
Il tempo passa e tra Heathcliff e Catherine, nasce prima una profonda e sincera amicizia fraterna che li unisce indissolubilmente fino a maturare, una volta cresciuti, in un amore totalizzante, passionale ed intenso. Il loro sentimento tuttavia, verrà terribilmente contrastato in primo luogo dal fratello maggiore di Catherine, Ivory, uomo avido e invidioso, che ha sempre odiato Heathcliff. Tutto per Heathcliff e Catherine comincia a complicarsi quando il signor Earnshaw muore cadendo da cavallo e Ivory diviene il proprietario di Cime Tempestose. 
Tanto è grande l'odio di Ivory per Heathcliff e la sua invidia, da rifiutarsi di rispettare la volontà testamentale del padre dopo la sua morte, ovvero che il giovane ha ricevuto una lauta parte dell'eredità, bruciando i documenti che lo provano e lo umilia costantemente facendolo lavorare come bracciante e stalliere nella tenuta. A ostacolare l'unione tra i due sono inoltre le rigide convenzioni sociali dell'Ottocento, che impedivano fermamente un matrimonio tra uno zingaro, quindi di classe molto inferiore, e una ragazza "di buona famiglia". Nonostante questi ostacoli, Heathcliff e Catherine non si separano, si giurano amore eterno e vivono la loro storia passando molto tempo assieme liberi nei boschi, sognando e facendo progetti sul loro futuro insieme.  
A impedire la consacrazione dell'amore tra i giovani interverrà anche un destino avverso, che comincerà quando Catherine viene aggredita nella tenuta dei ricchi e distinti Linton da uno dei cani da guardia e sarà costretta a fermarsi nella loro abitazione per una lunga convalescenza, durante la quale conosce Edgar Linton, uomo gentile ed educato con il quale instaura una solida amicizia, scatenando però la grande delusione e la gelosia di Heatcliff. La vicinanza tra Edgar e Catherine diviene sempre più stretta e intanto Heathcliff comincia a sentirsi enormemente trascurato dalla donna che ama e ciò (assieme alla consapevolezza e al forte timore che al contrario di Edgar, Heathcliff non ha nulla da offrire a Catherine) porta i due a litigare animatamente tanto che durante uno di questi, il giovane schiaffeggia in un impeto di rabbia Catherine, che rimane sconvolta dal gesto dell'amato. Heathcliff però non fa in tempo a chiedere umilmente perdono alla giovane che origlia una conversazione tra lei e Nelly, dove la ragazza informa in confidenza alla cameriera che Edgar, innamorato sinceramente di lei, le ha chiesto di sposarlo e lei ha accettato. Heatchliff sentendo solamente le severe parole di Catherine nei suoi confronti dove lei confessa di sentirsi degradata nel stargli vicino, si sente umiliato e tradito dall'amata, così decide di fuggire, perdendo però di conseguenza la parte del discorso di Catherine dove la ragazza ammette a Nelly che è Heathcliff il suo destino oltre ad essere l'uomo che ama follemente nonostante le loro differenze. Catherine quando scopre che Heathcliff ha origliato le sue parole, disperata e logorata dai sensi di colpa, lo cerca nei boschi durante una bufera di neve e finisce con l'ammalarsi gravemente di febbre e tosse. 
La salute di Catherine, soprattutto quella emotiva, viene maggiormente compromessa quando il fratello Ivory, venuto a sapere della fuga di Heathcliff, crudelmente rivela alla sorella la falsa notizia che l'uomo è morto facendo così cadere Catherine nella disperazione più profonda.
Catherine grazie alla vicinanza rassicurante di Edgar riesce a superare il momento di depressione e quando lui le rifà la proposta promettendole di renderla felice lei accetta di sposarlo e insieme a Nelly si trasferisce nella elegante dimora dei Linton. Intanto Heathcliff, ancora in fuga, si imbarca su un veliero partendo per le Americhe con l'intenzione di trovare fortuna e riscattarsi dal suo stato di povertà e da tutte le angherie subìte. 
Trascorrono diversi anni con Ivory che spende il patrimonio di famiglia nel gioco d'azzardo riempendosi di debiti e finisce nel tunnel dell'alcolismo mentre Catherine conduce insieme ad Edgar una vita serena, piena di agi e di premure da parte del marito e dalla sorella minore di lui Isabella, ma la donna in cuor suo non ha mai dimenticato il suo primo e grande amore, Heathcliff.
A stravolgere definitivamente gli eventi è proprio il ritorno inaspettato di Heathcliff diventato istruito, elegante e che ha accumulato una certa fortuna. Si presenta a Cime Tempestose come suo nuovo proprietario al posto di Ivory e comprandola paga anche i debiti del fratellastro. Quello che Heathcliff ha in mente è vendicarsi di tutto il male che gli è stato fatto, a cominciare principalmente da Ivory che l'ha sempre maltrattato e umiliato. In seguito una sera, durante un ballo a casa dei Linton, Heathcliff si presenta sorprendendo tutti gli invitati presenti e sconvolgendo totalmente soprattutto Catherine. 
Il rincontro tra i due giovani innamorati è doloroso e straziante e ha infine dei riscontri altamente drammatici. Heathcliff per far ingelosire Catherine inizia a corteggiare Isabella, la sorella di Edgar, che poi sposerà e inoltre durante un duro e sofferto confronto con Catherine tornano a galla diversi vecchi rancori reciproci e delusioni scaturiti da dei malintesi, ma ciò non impedisce alla loro forte passione di rifiorire. 
Ma una serie di ulteriori avvenimenti si abbattono su tutti quanti, Catherine scopre di aspettare un bambino da Edgar mentre Isabella che ha chiuso i rapporti con il fratello (poiché veramente innamorata di Heathcliff) comprende con rammarico che Heathcliff l'ha sposata con il solo intento di vendicarsi dei coniugi Linton. Ivory intanto è deciso più che mai di vendicarsi di Heathcliff e tenta di ucciderlo, ma l'uomo nel difendersi lo pugnala sotto gli occhi di Isabella.
La situazione attraversa il culmine della tragedia quando Catherine, già gravemente ammalata, partorisce la figlia di Edgar e a seguito dello sforzo del parto le rimane pochissimo da vivere. La donna però fa in tempo a ringraziare sinceramente Edgar della vita serena e amorevole che le ha donato per poi ricongiungersi con l'amato Heathcliff che raggiunge il suo capezzale, chiedendogli perdono. I due si dichiarano per l'ultima volta il loro amore e poco dopo Catherine muore tra le braccia di Heathcliff che, disperato e furioso per la perdita, prega la donna di continuare a tormentarlo fino a quando lui sarà in vita, non potendo vivere senza di lei.
Dopo la morte della donna, Isabella lascia Cime Tempestose mentre Heathcliff impazzisce di dolore e si rifugia nella vecchia e spettrale casa dove è cresciuto assieme a qualche inserviente, non riuscendo a rassegnarsi e ad accettare la morte dell'amata. Con il tempo comincia a sentire e a vedere il fantasma di Catherine, che lo chiama a gran voce e vuole stare con lui, apparire a ogni tempesta di neve.
La storia si conclude con la morte di Heathcliff, il cui corpo viene trovato nella neve, e l'unione tanto desiderata delle anime dei due innamorati, del giovane e di Catherine, che finalmente serene e unite nel loro amore, si allontanano lentamente tenendosi per mano sotto gli occhi increduli del viandante.